# シンプレクティック多様体
数学におけるシンプレクティック多様体（シンプレクティックたようたい、symplectic manifold）は、シンプレクティック形式と呼ばれる非退化な閉形式である 2-形式を持つ滑らかな多様体である。シンプレクティック多様体の研究分野はシンプレクティック幾何学やシンプレクティックトポロジーと呼ばれる。シンプレクティック多様体は、古典力学の抽象的定式化であるハミルトン力学などにおいて多様体の余接バンドルとして自然に表れるもので、この分野に対して大きな動機付けを与えた。実際、系の取り得るすべての配位が成す集合を多様体としてモデル化すると、この多様体は系の相空間を記述する。
シンプレクティック多様体上の微分可能な実数値関数 H はエネルギー函数(energy function)を与えることができ、これをハミルトニアンと呼ぶ。どのようなハミルトニアンに対してもハミルトンベクトル場が対応付けられる。ハミルトンベクトル場の積分曲線はハミルトン方程式の解曲線になる。ハミルトンベクトル場は、シンプレクティック多様体上のフロー（ハミルトンフロー、あるいは、シンプレクティック同相写像と呼ばれる）を定め、リウヴィルの定理によれば、ハミルトンフローは相空間上の体積要素を保存する。

## 動機
シンプレクティック多様体上の幾何学、その動機である古典力学（解析力学）との関係は、シンプレクティック幾何学も参照のこと。
シンプレクティック多様体は古典力学から発生していて、特に閉じた系の相空間の一般化である。ハミルトン方程式が一組の微分方程式から系の時間発展を引き出せることと同じように、シンプレクティック形式からはハミルトン函数 H の微分である dH により系のフローを記述するベクトル場を得ることができる。ニュートンの運動方程式は線型微分方程式であるので、その写像も必然的に線型となる。従って、線型写像 T* M → TM、(同じことであるが、 T* M ⊗ T* M の元)が必要となる。ω により T* M ⊗ T* M の切断を表すこととすると、ω が 非退化 であるということは、全ての微分 dH に対して一意にベクトル場 VH が存在し、dH = ω(VH,· ) を満たす。ハミルトニアンが積分曲線に沿って定数であることを要求するので、必然的に dH(VH) = ω(VH, VH) = 0 を得る。このことは ω が 交代的 であり、従って 2-形式であることを意味する。結局、必然的に ω は積分曲線のもとで不変であることとなり、つまり、 ω の VH に沿ったリー微分はゼロとなる。カルタンの公式(Cartan's formula)を適用して、次の式を得る。
{\displaystyle {\mathcal {L}}_{V_{H}}(\omega )=d\omega (V_{H})=0}
この式は、ω が 閉形式 であることを指している。

## 定義
まず、多様体 M 上のシンプレクティック形式とは、非退化な閉 2-微分形式 ω のことをいう。ここで ω が非退化であるというのは、任意の p ∈ M において、全ての Y ∈ TpM に対して、ω(X,Y) = 0を満たすような零でない接ベクトル場 X ∈ TpM が存在しないことである。また ω の歪対称性（微分 2-形式の条件の一つ）とは、全ての p ∈ M において、任意の X,Y ∈ TpM に対して ω(X,Y) = −ω(Y,X) を満たすことでする。奇数次の反対称行列が決して正則にならないという事実を思い起こすと、シンプレクティック形式 ω が微分 2-形式であるということは、その交代性により M の次元が偶数でなければならないことが従う。また ω が閉形式であるということは、ω の外微分 dω が恒等的に零になるという意味である。
シンプレクティック多様体とは、多様体 M とその上のシンプレクティック形式 ω との対 (M,ω) のことを言い、多様体 M の上にシンプレクティック形式 ω を指定することを「多様体 M にシンプレクティック構造を与える」と言い表す。

## 線型シンプレクティック多様体
シンプレクティック多様体には、シンプレクティック線型空間 R2n という標準モデルが存在する。 R2n の基底が {v1, …,v2n} であるとすると、その上のシンプレクティック形式 ω が、任意の 1 ≤ i ≤ n に対して ω(vi,vn+i) = 1, ω(vn+i,vi) = −1, およびそれ以外のとき ω = 0 と置くことで与えられる（この場合、シンプレクティック形式は単なる二次形式に帰着される）。In で n × n 単位行列 を表すと、いま与えた二次形式は
{\displaystyle \Omega =\left({\begin{array}{c|c}0&I_{n}\\\hline -I_{n}&0\end{array}}\right).}
なる (2n × 2n) 区分行列 Ω で表される。

## ラグランジアン部分多様体、あるいはその他の部分多様体
シンプレクティック多様体の部分多様体には、幾何学的に自然なものがいくつか存在する。
- シンプレクティック部分多様体（これは各偶数次元において存在しうる）は、もとのシンプレクティック多様体が持っているシンプレクティック形式をその部分多様体に制限した形式が、その部分多様体上のシンプレクティック形式となる（従ってその部分多様体自身がシンプレクティック多様体となる）ような部分多様体である。
- イソトロピック部分多様体(isotropic submanifold)は、もとの多様体のシンプレクティック形式を部分多様体上へ制限したものが零写像となるもの（即ち、各接空間が多様体全体の接空間のイソトロピックな部分空間となること）を言う。 同様に、部分多様体に対して各接空間がコイソトロピック(coisotropic)（イソトロピック部分空間の双対）であるとき、その部分多様体はコイソトロピックであるという。
- ラグランジアン部分多様体は、シンプレクティック多様体 {\displaystyle (M,\omega )} の部分多様体であり、シンプレクティック形式 {\displaystyle \omega } の {\displaystyle L\subset M} への制限が 0 となっている、つまり {\displaystyle \omega |_{L}=0} で {\displaystyle {\text{dim }}L=1/2\cdot {\text{dim }}M} である部分多様体のことを言う。ラグランジアン部分多様体は、最大イソトロピック部分多様体である。

イソトロピックな部分多様体のうちでもっとも重要なものはラグランジアン部分多様体である。定義により、ラグランジアン部分多様体は、最も次元が大きな（つまり、もとのシンプレクティック多様体の次元の半分であるような）イソトロピック部分多様体である。顕著な例の一つが、積シンプレクティック多様体 (M × M, ω × −ω) 上に描かれるシンプレクティック同相写像のグラフが、ラグランジアン部分多様体になる。これらの交わりは滑らかな多様体による剛体性を示さない。これは、アーノルド予想によれば、部分多様体のベッチ数の和は、滑らかな場合のオイラー標数というよりも、滑らかなラグランジュ部分多様体の自己交叉の数の下限として与えられることからわかる。

### 特殊ラグランジアン部分多様体
ケーラー多様体（あるいは、カラビ・ヤウ多様体の場合には、{\displaystyle \Omega _{1}} をその実部、{\displaystyle \Omega _{2}} をその虚部とする {\displaystyle M} 上の正則 n-形式 {\displaystyle \Omega =\Omega _{1}+i\Omega _{2}} が選択できる。ラグランジアン部分多様体が特殊とは、上のラグランジアン条件に加え、{\displaystyle L} への制限の{\displaystyle \Omega _{2}} が 0 となる場合である。言い替えると、実部 {\displaystyle \Omega _{1}} の {\displaystyle L} への制限が {\displaystyle L} 上の体積形式を導くことである。次の例は、特殊ラグランジアン部分多様体としてしられている。
1. 超ケーラー多様体の複素ラグランジアン部分多様体、
2. カラビ・ヤウ多様体の実構造の不動点．

SYZ予想は特殊ラグランジアン部分多様体の場合に証明されたが、一般には未解決で、ミラー対称性の研究に多くのインパクトをもたらしている。(Hitchin 1999) を参照。

## ラグランジュファイバー構造
シンプレクティック多様体 M の ラグランジュファイバー構造 (Lagrangian fibration) とは、ファイバー構造 (fibration) の各ファイバーがラグランジュ部分多様体となるものを持つことを言う。シンプレクティック多様体 M は偶数次元であったから、局所座標 (p1,…,pn,q1,…,qn) が取れて、ダルブーの定理からシンプレクティック形式 ω を（少なくとも局所的には） ω = ∑ dpk ∧ dqk の形に書くことができる（d は外微分で、∧ は外積）。この構成に従えば、シンプレクティック多様体 M を局所的に余接束 T*Rn と見て、先ほどのラグランジュファイバー構造を自明なファイバー構造  π: T*Rn ↠ Rn に帰着できるが、これは本質的な描像である。

## ラグランジュ写像

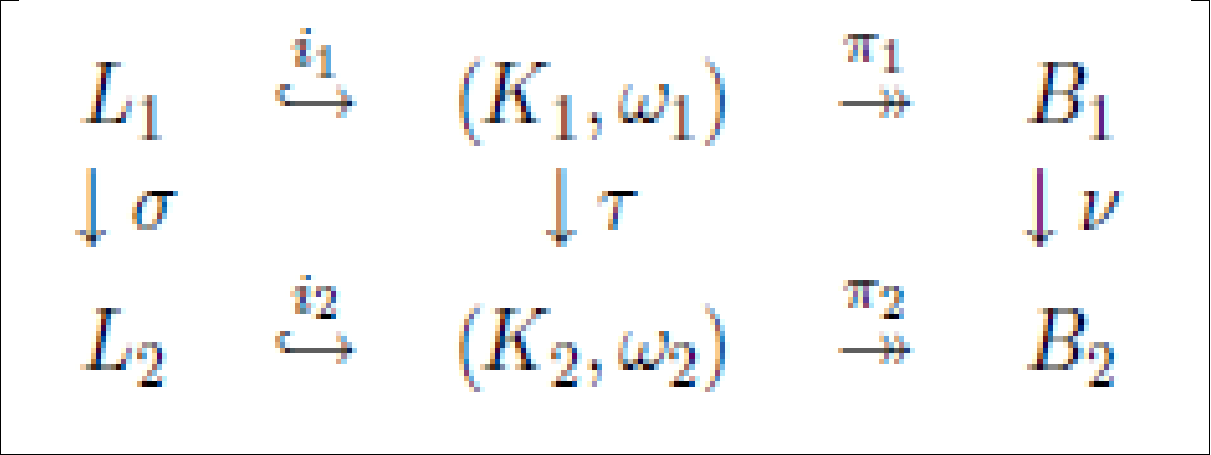
クリックすると拡大する

シンプレクティック多様体 (K, ω) のラグランジュ部分多様体 L がはめ込み(immersion) i : L ↪ K（この i を ラグランジュはめ込み という）によって与えられるものとし、 π: K ↠ B が K のラグランジュファイバー構造とすると、合成写像 (π ∘ i): L ↪ K ↠ B は ラグランジュ写像 と呼ばれる。このとき、 π ∘ i の境界値集合が焦線である。
二つのラグランジュ写像 (π1 ∘ i1): L1 ↪ K1 ↠ B1 および (π2 ∘ i2): L2 ↪ K2 ↠ B2 が互いに ラグランジュ同値 であるとは、微分同相写像 σ: L1 → L2, τ: K1 → K2, ν: B1 → B2 が存在して、二つのラグランジュ写像と可換、かつ τ がシンプレクティック形式を保つことを言う。式で書けば
{\displaystyle \tau \circ i_{1}=i_{2}\circ \sigma ,\quad \nu \circ \pi _{1}=\pi _{2}\circ \tau ,\quad \tau ^{*}\omega _{2}=\omega _{1}}
が満たされるということである。ただし、τ*ω2 は ω2 の τ による引き戻し(pullback)とする。

## 特殊化および一般化
- シンプレクティック多様体は、そのシンプレクティック形式が概複素多様体として両立する計量を持つならば、接束が概複素構造を持つ（が、必ずしも可積分でない）ことで概ケーラー多様体になる。シンプレクティック多様体はポアソン多様体の特別なものであり、シンプレクティック多様体の定義においてシンプレクティック形式が至る所で非退化であるという条件を外しても、ポアソン多様体であることは変わらない。
- 次数 k の多重シンプレクティック多様体 (multisymplectic manifold) とは、非退化な閉微分 k-形式を持つ多様体を言う。詳しくは(F. Cantrijn et al. 1999)[5]を参照。
- 高次シンプレクティック多様体 (polysymplectic manifold) とは、高次シンプレクティック接空間に値をとる (n + 2)-形式から得られるラグランジュベクトル束を言い、ハミルトン場の理論で利用される。詳細は (G. Giachetta, L. Mangiarotti & G. Sardanashvily) [6]を参照。
- 多重シンプレクティック多様体(polysymplectic manifold)は、多重シンプレクティックな接空間に値を持つ {\displaystyle (n+2)}-形式が容易されたルジャンドルバンドルである。これはハミルトニアンの場の理論に有益である。

## 注
1. ↑  Ben Webster: What is a symplectic manifold, really? http://sbseminar.wordpress.com/2012/01/09/what-is-a-symplectic-manifold-really/
2. ↑  Henry Cohn: Why symplectic geometry is the natural setting for classical mechanics http://research.microsoft.com/en-us/um/people/cohn/thoughts/symplectic.html
3. 1 2  Maurice de Gosson: Symplectic Geometry and Quantum Mechanics (2006) Birkhäuser Verlag, Basel ISBN 3-7643-7574-4 (page 10)
4. 1 2 3  Arnold, V. I.; Varchenko, A. N.; Gusein-Zade, S. M. (1985). The Classification of Critical Points, Caustics and Wave Fronts: Singularities of Differentiable Maps, Vol 1. Birkhäuser. ISBN 0-8176-3187-9
5. ↑  F. Cantrijn, L. A. Ibort and M. de León, J. Austral. Math. Soc. Ser. A 66 (1999), no. 3, 303-330.
6. ↑  G. Giachetta, L. Mangiarotti and G. Sardanashvily, Covariant Hamiltonian equations for field theory, Journal of Physics A32 (1999) 6629-6642; arXiv: hep-th/9904062.
7. ↑  G. ジャチェッタ(G. Giachetta)、L. マンジアロッティ(L. Mangiarotti)、サルダナシヴィリ（英語版）(G. Sardanashvily), Covariant Hamiltonian equations for field theory, Journal of Physics A32 (1999) 6629-6642; arXiv: hep-th/9904062